# Heinrich Matzat
Bernd Heinrich „Heiner“ Matzat (* 12. Januar 1945 in Treptow an der Rega) ist ein deutscher Mathematiker und Hochschullehrer.

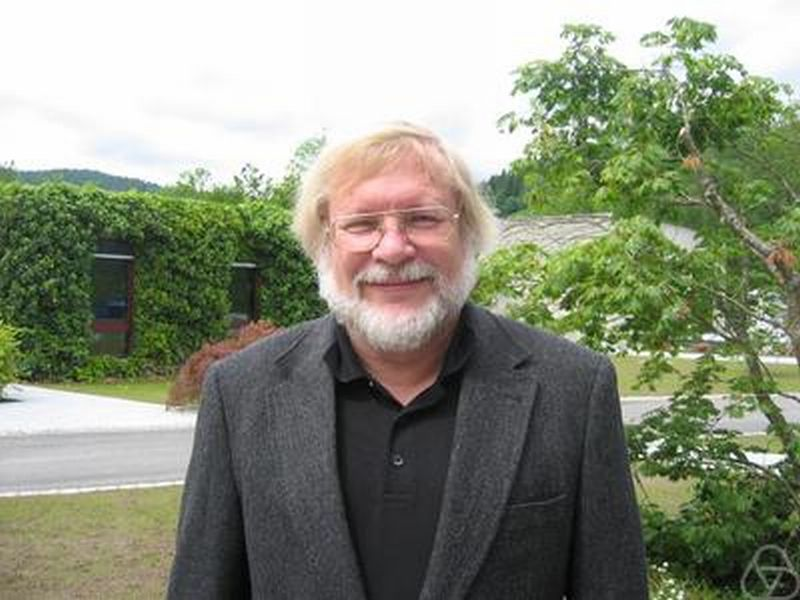
Heinrich Matzat, Oberwolfach 2007

Matzat wuchs in Süddeutschland auf und studierte ab 1964 an der Universität Karlsruhe, wo er 1972 bei Heinrich-Wolfgang Leopoldt promoviert wurde (Über Weierstraßpunkte von Fermatkörpern) und sich habilitierte. Er war seit 1986 Professor an der Universität Heidelberg am Interdisziplinären Zentrum für Wissenschaftliches Rechnen (IWR).
Matzat befasste sich mit dem inversen Galoisproblem (Körper zu vorgegebener Galoisgruppe zu konstruieren bzw. Aussagen über diejenigen Gruppen zu machen, die als Galois-Gruppen von Körpererweiterungen in Frage kommen). Beispielsweise fand er 1979 und 1983 Zahlkörper (als Erweiterungen imaginärquadratischer Zahlkörper über den rationalen Zahlen) mit den Mathieu-Gruppen {\displaystyle M_{11}} und {\displaystyle M_{12}} (die zu den sporadischen einfachen endlichen Gruppen zählen) als Galoisgruppen. Zuvor war das Galoisproblem vor allem für auflösbare Gruppen für Zahlkörper über den rationalen Zahlen von Arnold Scholz, Igor Schafarewitsch, Hans Reichardt und anderen behandelt worden. Er beschäftigte sich auch mit Computeralgebra, Invariantentheorie, Zopfgruppen, Galoistheorie von Differential-Algebren.
Zu seinen Doktoranden zählen Gunter Malle, Professor an der Technischen Universität Kaiserslautern, und Gregor Kemper, Professor an der Technischen Universität München.

## Schriften
- mit Gunter Malle: Inverse Galois Theory, Springer, 1999
- Über das Umkehrproblem der Galoistheorie, Jahresbericht DMV Bd. 90, 1988, S. 155–183
- Konstruktive Galoistheorie, Lecture notes in Mathematics, Bd. 1284, Springer Verlag, 1987
- Fortschritte in der Inversen Galoistheorie in Matzat (Herausgeber): Algorithmic Algebra and Number Theory, Springer, 1999
- Computational methods in constructive Galois Theory, Trends in Computer Algebra (Symposium Bad Neuenahr 1987), Springer, Lecture notes in Computer Science, Bd. 296, 1988, S. 137–155
- mit Marius van der Put: Constructive Differential Galoistheory, in: Galois groups and fundamental groups, MSRI Publications Bd. 41, 2003, S. 425